# Fontana delle cinque cannelle (Pescara)
La Fontana delle cinque cannelle è una fontana monumentale di Pescara.

## Storia
Nel 1881 il sindaco Leopoldo Muzii decise di spostare il municipio dell'allora comune di Castellammare Adriatico dalla zona collinare della cittadina in quella pianeggiante, provocando il malcontento dei cittadini dello storico borgo collinare. L'anno seguente, per placare gli animi, lo stesso sindaco concesse come sorta di compensazione agli abitanti del luogo la costruzione dell'artistica fontana detta "de li cinque cannille" nel dialetto locale.

## Descrizione
La fontana, situata a pochi passi dalla basilica della Madonna dei sette dolori, si presenta con un volume parallelepipedo tripartito da quattro lesene, con basso piedistallo, base e capitello dorico, che sorreggono una trabeazione classica con attico appena accennato. L'interasse centrale è di dimensioni maggiori di quello laterale ed il paramento murario tra essi è in mattoni a vista. Delle cinque cannelle inserite in losanghe campeggianti entro superfici rettangolari tre sono poste fra le lesene centrali, mentre le due rimanenti sono collocate fra gli interassi laterali.
La vasca rettangolare, antistante la fontana, ha un basso bordo dall'estremità arrotondata. Un lavatoio-abbeveratoio è adiacente al lato destro della fontana.